# Rimavica
Die Rimavica ist ein kleiner, 33,1 km langer Fluss im Süden der Mittelslowakei.
Der Fluss entspringt im Gebirge Veporské vrchy auf einer Höhe von ca. 1020 m unterhalb des 1102 m hohen Bergs Čierťaž südlich von Lom nad Rimavicou. Danach umrundet der Fluss das Massiv des Bergs Plešková und fließt nach anfänglicher Strecke nach Nordosten in südöstliche Richtung, in einer Waldlandschaft. Die Rimavica erreicht dann den Ort Utekáč und ein paar Kilometer flussabwärts Kokava nad Rimavicou, wo sie die rechtsseitige Kokavka aufnimmt. Nach einer kurzen Strecke nach Süden fließt sie wieder nach Südosten und fließt am Ort Lehota nad Rimavicou vorbei, bevor sie den linksseitigen Bach Svarín aufnimmt und zwischen Rimavská Baňa und Rimavské Zalužany in die Rimava mündet.